# NGC 419
NGC 419 è un ammasso globulare situato nella Piccola Nube di Magellano, nella costellazione del Tucano.
Fu scoperto il 2 settembre 1826 da James Dunlop.